# دانشگاه تگزاس در ال پاسو
دانشگاه تگزاس در ال پاسو (به انگلیسی: University of Texas at El Paso) یک دانشگاه تحقیقاتی دولتی در ال‌پاسو واقع در ایالت تگزاس آمریکا است که در سال ۱۹۱۳ میلادی تأسیس شده‌است.

## مشخصات
این دانشگاه که در شهر ال پاسو قرار دارد در سال ۲۰۰۶ بیش از ۱۹۰۰۰ دانشجو ثبت نام بعمل آورد. دانشگاه تگزاس در ال پاسو به «یوتپ» مخفف سازی شده‌است. این دانشگاه دارای هفت دانشکده می‌باشد که هر کدام از هر کدام از این دانشکده‌ها می‌توان مدارک کارشناسی، کارشناسی ارشد، و دکترا گرفت. در حال حاضر، یوتپ ۷۱ رشته کارشناسی، ۷۶ رشته کارشناسی ارشد، و ۲۰ رشته در مقطع دکترا را تحت نظر دارد.

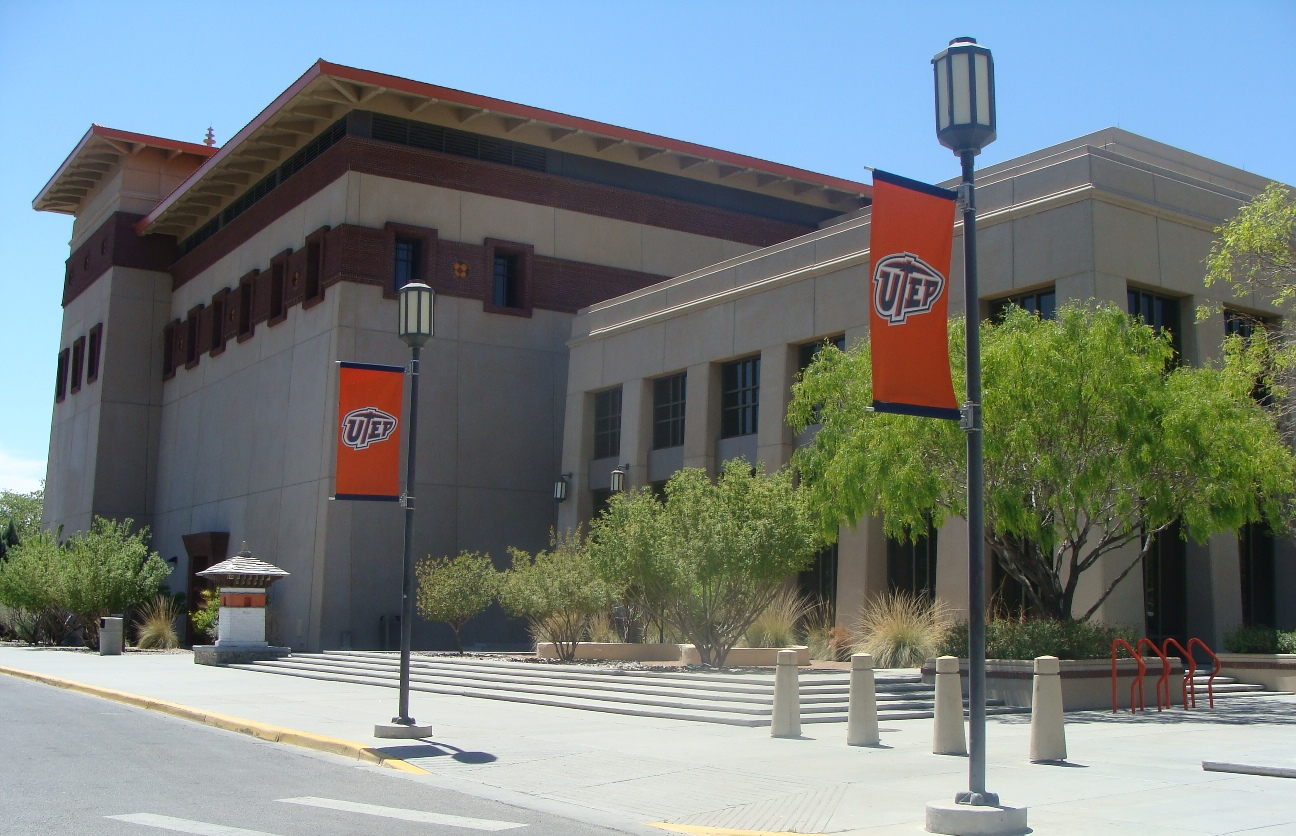